# Strzelec Siedlce
Strzelec Siedlce – polski klub piłkarski z siedzibą w mieście Siedlce, działający w latach 1921–1933 i 1936–1939.

## Historia
Chronologia nazw:
- 1921: K.S. [Klub Sportowy] Strzelec Siedlce
- 1933: klub rozwiązano – po fuzji z WKS 22 pp Siedlce
- 25.04.1936: KS Związku Strzeleckiego Siedlce
- 1939: klub rozwiązano

Klub Sportowy Strzelec został założony w Siedlcach 5 września 1921 roku przy Związku Strzeleckim. 30 października 1921 roku zespół rozegrał swój pierwszy mecz, w którym pokonał drużynę Makkabi Siedlce 5:1.
Początkowo drużyna występowała w rozgrywkach grupy Siedlce w Klasie C Warszawskiego Okręgowego Związku Piłki Nożnej (WOZPN).
Od wiosny 1928 roku, po reorganizacji przeprowadzonej przez PZPN, drużyny piłkarskie z Siedlec uczestniczyły w rozgrywkach prowadzonych przez Lubelski OZPN (LOZPN). Pierwszy sukces piłkarskiej drużyny jest zanotowany w 1931 roku, kiedy to po wygraniu grupy siedleckiej w Klasie B, potem przegrał w finale okręgówki z Hakoah Lublin, jednak uzyskał awans do Klasy A. W 1932 roku zespół został sklasyfikowany na trzeciej pozycji w grupie siedleckiej.
W 1933 roku jako mistrz lubelskiej A klasy zespół ubiegał się o awans do Ligi, ale po dwóch meczach został wycofany z eliminacji z powodu reorganizacji siedleckich klubów. Doszło do niej po decyzji dowódcy dywizyjnej piechoty płk. Stanisława Świtalskiego, który w liście skierowanym 23 czerwca 1933 roku do płk. Mariana Prosołowicza, dowódcy 22 pp, polecił rozwiązanie pułkowej drużyny piłkarskiej grającej w Lidze Polskiej oraz przekazanie sprzętu do KS Strzelec Siedlce. Dotychczas przyjmuje się, że KS Strzelec przejął wojskowych piłkarzy z rozwiązanego WKS 22 pp. Było inaczej, to Strzelca rozwiązano, a WKS 22 pp – aby drużyna zachowała miejsce w ekstraklasie – 5 sierpnia 1933 roku przekształcono z wojskowego w cywilny klub zmieniając jego nazwę na KS „22 Strzelec” Siedlce im. płk. K. Hozera.
25 kwietnia 1936 roku Klub Sportowy Związku Strzeleckiego Siedlce został reaktywowany. Z tego okresu pochodzi informacja o walnym zebraniu, wybraniu władz KS ZS oraz wyznaczeniu kierowników sekcji. Należy przyjąć, że jego poprzednikami były KS Strzelec (funkcjonował w 1921-1933) i WKS 22 pp (1921-1933) oraz po reorganizacji KS 22 Strzelec im. płk. Kazimierza Hozera (1933-1936). Prezesem utworzonego w 1936 roku KS Związku Strzeleckiego został Eustachy Czechowicz, który w latach 1931-1933 był członkiem zarządu KS Strzelec, a w latach 1934-1936 wiceprezesem KS 22 Strzelec im. płk. Kazimierza Hozera. Na kierownika sekcji piłki nożnej w KS ZS wybrany został Franciszek Paterek, który wcześniej był kierownikiem ligowej drużyny w WKS 22 pp oraz w KS 22 Strzelec im. płk. Kazimierza Hozera.
Na skutek wybuchu II wojny światowej - we wrześniu 1939 roku działalność klubu została zawieszona, zaś po jej zakończeniu już nigdy go nie reaktywowano.

## Sukcesy

### Trofea międzynarodowe
Nie uczestniczył w rozgrywkach europejskich (stan na 31-05-2024).

### Trofea krajowe
| \| \| Zdobyte trofea w rozgrywkach Polski (stan na: 31-05-2024) \| |                                                           |      |                         |
| Rozgrywki                                                          | Osiągnięcie                                               | Razy | Sezon(y)                |
| Mistrzostwo                                                        | I miejsce                                                 | 0    |                         |
| Mistrzostwo                                                        | II miejsce                                                | 0    |                         |
| Mistrzostwo                                                        | III miejsce                                               | 0    |                         |
| Puchar                                                             | zdobywca                                                  | 0    |                         |
| Puchar                                                             | finalista                                                 | 0    |                         |
| II liga                                                            | I miejsce                                                 | 1    | 1933 (gr.Lublin)        |
| II liga                                                            | II miejsce                                                | 0    |                         |
| II liga                                                            | III miejsce                                               | 1    | 1932 (gr.Siedlce LOZPN) |
| Polska                                                             | Zdobyte trofea w rozgrywkach Polski (stan na: 31-05-2024) |      |                         |

- Lubelska Klasa B
  - mistrz (1): 1931 (gr.Siedlce)

## Poszczególne sezony

### Rozgrywki międzynarodowe

#### Europejskie puchary
Klub nie uczestniczył w rozgrywkach europejskich.

### Rozgrywki krajowe
| \| Polska \| Bilans występów klubu w rozgrywkach piłkarskich Polski (Stan na 31 maja 2024 r.) \| \| |                                                                                  |        |       |   |   |   |    |    |     |           |        |        |      |
| Poziom                                                                                              | Rozgrywki                                                                        | Sezony | Mecze | Z | R | P | B+ | B– | Pkt | Lata      | Awanse | Spadki | Naj. |
| I                                                                                                   | Liga                                                                             | 0      |       |   |   |   |    |    |     |           |        |        |      |
| II                                                                                                  | Klasa A / Liga Okręgowa                                                          | 2      |       |   |   |   |    |    |     | 1932–1933 | 0      | 0      | 1    |
| III                                                                                                 | Klasa B / Klasa A                                                                | 1+     |       |   |   |   |    |    |     | 192?–1931 | 1      | 0      | 2    |
| IV                                                                                                  | III liga / Klasa C / Klasa B                                                     | 3+     |       |   |   |   |    |    |     | 192?–192? | 1      | 0      | ?    |
| | Puchar Polski                                                                    | 0      |       |   |   |   |    |    |     |           |        |        |      |
| Polska                                                                                              | Bilans występów klubu w rozgrywkach piłkarskich Polski (Stan na 31 maja 2024 r.) |        |       |   |   |   |    |    |     |           |        |        |      |

## Struktura klubu

### Stadion
Drużyna rozgrywała swoje mecze domowe w Siedlcach na boisku dywizyjnym.

## Kibice i rywalizacja z innymi klubami

### Derby
- KS Gwiazda Siedlce
- TUR Siedlce
- WKS 9 pac Siedlce
- WKS 22 pp Siedlce
- ŻKS Maccabi Siedlce
- ŻKS Kadimah Siedlce
- ŻKS Kraft Siedlce